# Principio de d'Alembert

Retrato de Jean d'Alembert.

El principio de d'Alembert, enunciado por Jean d'Alembert en su obra maestra Tratado de la dinámica de 1743, establece que la suma de las fuerzas externas que actúan sobre un cuerpo y las denominadas fuerzas de inercia forman un sistema de fuerzas en equilibrio para un movimiento rectilíneo uniformemente acelerado. A este equilibrio en aceleración se le denomina equilibrio dinámico.

## Enunciado e historia
El principio de d'Alembert establece que para todas las fuerzas externas (excluidas las de ligadura) de un sistema determinado su trabajo (virtual) o energía será:

{\displaystyle \sum _{i}(\mathbf {F} _{i}-{\dot {\mathbf {p} }}_{i})\cdot \delta \mathbf {r} _{i}=0}

Donde la suma se extiende sobre todas las partículas del sistema, siendo:
{\displaystyle \mathbf {F} _{i}}, fuerza aplicada resultante sobre la partícula i-ésima.
{\displaystyle \mathbf {p} _{i}}, momento lineal o cantidad de movimiento de la partícula i-ésima.
{\displaystyle \delta \mathbf {r} _{i}}, cualquier desplazamiento virtual (compatible con las ligaduras) de la partícula i-ésima.
El principio de d'Alembert es realmente una generalización de la segunda ley de Newton en una forma aplicable a sistemas con ligaduras, ya que incorpora el hecho de que las fuerzas de ligadura no realizan trabajo en un movimiento compatible. Por otra parte el principio equivale a las ecuaciones de Euler-Lagrange. Lagrange usó este principio bajo el nombre de principio de velocidades generalizadas, para encontrar sus ecuaciones, en la memoria sobre las libraciones de la Luna de 1764, abandonando desde entonces el principio de acción y basando todo su trabajo en el principio de D'Alembert durante el resto de su vida y de manera especial en su Mécanique Analytique. Tal cambio de actitud pudo estar influido por dos razones:
- En primer lugar, el principio de acción estacionaria está ligado a la existencia de una función potencial, cuya existencia no requiere en el principio de d'Alembert.
- En segundo lugar, el principio de acción se presta a interpretaciones filosóficas y teleológicas que no le gustaban a Lagrange.

Finalmente debe señalarse que el principio de d'Alembert es particularmente útil en la mecánica de sólidos, donde puede usarse para plantear las ecuaciones de movimiento y cálculo de reacciones usando un campo de desplazamientos virtuales que sea diferenciable. En ese caso el cálculo mediante el principio de D'Alembert, que también se llama en ese contexto principio de los trabajos virtuales, es ventajoso sobre el enfoque más simple de la mecánica newtoniana.

## Deducción
El principio de D'Alembert formalmente puede deducirse de las leyes de Newton cuando las fuerzas que intervienen no dependen de la velocidad. La deducción resulta de hecho trivial si se considera un sistema de partículas tal que sobre la partícula i-ésima actúa una fuerza externa {\displaystyle \scriptstyle \mathbf {F} _{i}} más una fuerza de ligadura {\displaystyle \scriptstyle \mathbf {R} _{i}} entonces la mecánica newtoniana asegura que la variación de momento lineal viene dada por:

{\displaystyle {\dot {\mathbf {p} }}_{i}={\frac {d(m\mathbf {v} _{i})}{dt}}=m{\frac {d\mathbf {v} _{i}}{dt}}=\mathbf {F} _{i}+\mathbf {R} _{i}}

Si el sistema está formado por N partículas se tendrán N ecuaciones vectoriales de la forma {\displaystyle \scriptstyle {\dot {\mathbf {p} }}_{i}-\mathbf {F} _{i}=\mathbf {R} _{i}} si se multiplica cada una de estas ecuaciones por un desplazamiento arbitrario compatible con las restricciones de movimiento existentes:

{\displaystyle ({\dot {\mathbf {p} }}_{i}-\mathbf {F} _{i})\cdot \delta \mathbf {r} _{i}=\mathbf {R} _{i}\cdot \delta \mathbf {r} _{i}=\mathbf {0} }

Donde el segundo término se anula, precisamente por escogerse el sistema de desplazamientos arbitrario de modo compatible, donde matemáticamente compatible implica que el segundo término es un producto escalar nulo, asumiendo que la fuerza reactiva debido al vínculo es de potencia (virtual) nula. Finalmente sumando las N ecuaciones anteriores se sigue exactamente el principio de D'Alembert.

## Ejemplos de uso

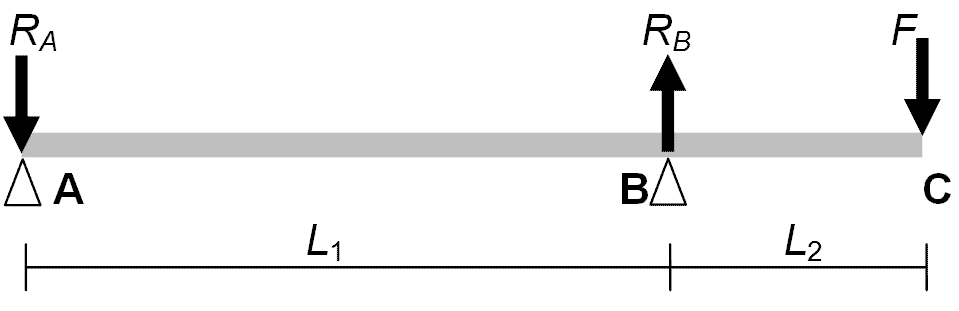
Viga simplemente apoyada con voladizo adicional.

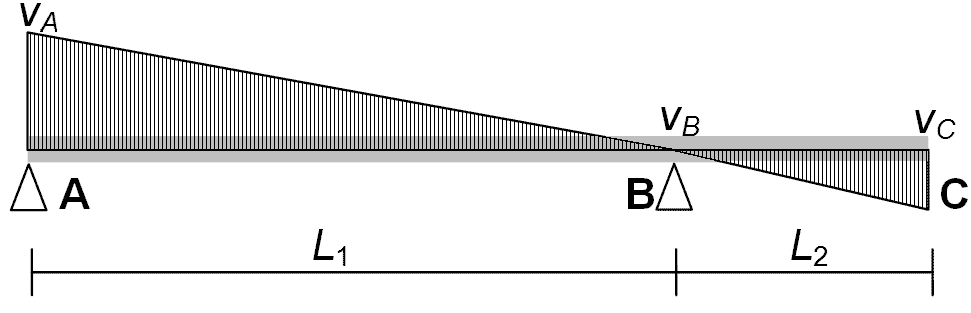
Campo virtual de velocidades sobre la viga anterior, para el cálculo de reacciones.

Considérese una viga simplemente apoyada con un tramo en voladizo y otro tramo simplemente apoyado. Si se conoce explícitamente la fuerza en el voladizo, el principio de los trabajos virtuales permite determinar fácilmente el valor de las reacciones mecánicas. Para ello, basta considerar un movimiento virtual consistente en imaginar un giro alrededor de la rótula B, para ese movimiento virtual el campo de velocidades sería:

{\displaystyle \mathbf {v} (x)=-\omega (x-L_{1})\mathbf {\hat {j}} }

Mientras que la suma de potencias virtuales, sería:

(*){\displaystyle \mathbf {R} _{A}\cdot \mathbf {v} _{A}+\mathbf {R} _{B}\cdot \mathbf {v} _{B}+\mathbf {F} \cdot \mathbf {v} _{C}=0}

Donde:
{\displaystyle \mathbf {v} _{A}=\mathbf {v} (0)=+\omega L_{1}\mathbf {\hat {j}} }
{\displaystyle \mathbf {v} _{B}=\mathbf {v} (L_{1})=\mathbf {0} }
{\displaystyle \mathbf {v} _{C}=\mathbf {v} (L_{1}+L_{2})=-\omega L_{2}\mathbf {\hat {j}} }
sustituyendo estos valores en la expresión (*) se obtiene que:

{\displaystyle -|\mathbf {R} _{A}|\omega L_{1}+0+|\mathbf {F} |\omega L_{2}=0,\qquad |\mathbf {R} _{A}|=|\mathbf {F} |{\frac {L_{2}}{L_{1}}}}

## Consecuencias

### Ecuaciones de Euler-Lagrange
El principio de d'Alembert, en el caso de existir ligaduras no triviales, lleva a las ecuaciones de Euler-Lagrange si se usa conjunto de coordenadas generalizadas independientes, que implícitamente incorporen dichas ligaduras. Consideremos un sistema de N partículas en el que existan m ligaduras:

{\displaystyle G_{k}(\mathbf {r} _{1},\cdots ,\mathbf {r} _{N})=0}

Por el teorema de la función implícita existirán n = 3N-m coordenadas generalizadas y N funciones vectoriales tales que:

{\displaystyle \mathbf {r} _{i}=\mathbf {h} _{i}(q_{1},...,q_{n})}

El principio de d'Alembert en las nuevas coordenadas se expresará simplemente como:

(4){\displaystyle \sum _{i=1}^{N}(\mathbf {F} _{i}-{\dot {\mathbf {p} _{i}}})\cdot \delta \mathbf {r} _{i}=\sum _{j=1}^{n}(Q_{j}-W_{j})\delta q_{j}\qquad \Rightarrow \qquad (Q_{j}-W_{j})=0}

La última implicación se sigue de que ahora todas las {\displaystyle \delta q_{j}\;} son independientes. Además la fuerza generalizada {\displaystyle Q_{j}} y el término {\displaystyle W_{j}} vienen dados por:
{\displaystyle Q_{j}=\sum _{i}\mathbf {F} _{i}{\frac {\partial \mathbf {r} _{i}}{\partial q_{j}}},\qquad W_{j}=\sum _{i}{\dot {\mathbf {p} }}_{i}{\frac {\partial \mathbf {r} _{i}}{\partial q_{j}}}=\sum _{i}{\dot {\mathbf {p} }}_{i}{\frac {\partial {\dot {\mathbf {r} }}_{i}}{\partial {\dot {q}}_{j}}}=\left[\sum _{i}{\frac {d}{dt}}\left(\mathbf {p} _{i}{\frac {\partial {\dot {\mathbf {r} }}_{i}}{\partial {\dot {q}}_{j}}}\right)-\sum _{i}\mathbf {p} _{i}{\frac {d}{dt}}\left({\frac {\partial \mathbf {r} _{i}}{\partial q_{j}}}\right)\right]}
Expresando {\displaystyle W_{j}} en términos de la energía cinética {\displaystyle T} tenemos:

{\displaystyle W_{j}=\sum _{i}{\frac {d}{dt}}\left({\frac {\partial T}{\partial {\dot {\mathbf {r} }}_{i}}}{\frac {\partial {\dot {\mathbf {r} }}_{i}}{\partial {\dot {q}}_{j}}}\right)-\sum _{i}{\frac {\partial T}{\partial {\dot {\mathbf {r} }}_{i}}}{\frac {\partial {\dot {\mathbf {r} }}_{i}}{\partial q_{j}}}=\quad {\frac {d}{dt}}\left({\frac {\partial T}{\partial {\dot {q}}_{j}}}\right)-{\frac {\partial T}{\partial q_{j}}}}

Y por tanto finalmente usando (4) llegamos a las ecuaciones de Euler-Lagrange:

(5){\displaystyle {\frac {d}{dt}}\left({\frac {\partial T}{\partial {\dot {q}}_{j}}}\right)-{\frac {\partial T}{\partial q_{j}}}=Q_{j}}

Si las fuerzas son además conservativas entonces podemos decir que existe una función potencial {\displaystyle U(W_{j})} y podemos definir el lagrangiano {\displaystyle L=T-U}, simplificando aún más la expresión anterior.

### Sistemas en movimiento acelerado
Otra consecuencia del principio de D'Alembert es que conocidas las aceleraciones de un cuerpo rígido las fuerzas que actúan sobre el mismo se pueden obtener mediante las ecuaciones de la estática. Dicho de otra manera, si se conocen todas las aceleraciones un problema dinámico puede reducirse a un problema estático de determinación de fuerzas. Para ver esto necesitamos definir las fuerzas de inercia dadas por:

{\displaystyle \mathbf {F} _{in}=-m{\ddot {\mathbf {r} }}_{c},\qquad \mathbf {M} _{in}=-{\frac {d}{dt}}(\mathbf {I} _{c}{\boldsymbol {\omega }}_{c})}

Donde:
{\displaystyle \mathbf {\ddot {r}} _{c}(t)} es la aceleración conocida por un punto del sólido.
{\displaystyle {\boldsymbol {\omega }}(t)} es la velocidad angular conocida del sólido.
{\displaystyle m,\mathbf {I} _{c}(t)} son respectivamente la masa y el momento de inercia del sólido con respecto a un sistema de ejes que pase por el punto c.
En estas condiciones las ecuaciones del movimiento pueden escribirse como un problema de estática donde existe una fuerza adicional {\displaystyle \scriptstyle \mathbf {F} _{in}} y un momento adicional {\displaystyle \scriptstyle \mathbf {M} _{in}}:

{\displaystyle \mathbf {F} _{in}+\sum _{i=1}^{f}\mathbf {F} _{i}=0,\qquad \mathbf {M} _{in}+\sum _{j=1}^{m}\mathbf {M} _{i}=0}